# Rhinosimus soror
Rhinosimus soror es una especie de coleóptero de la familia Salpingidae.

## Distribución geográfica
Habita en Madagascar.